# Axiothea von Phleius
Axiothea von Phleius (altgriechisch Ἀξιοθέα Axiothéa) war eine antike Philosophin. Sie lebte im 4. Jahrhundert v. Chr. und nahm in der Platonischen Akademie in Athen, der von Platon gegründeten Philosophenschule, am Unterricht teil. 
Axiothea stammte aus Phleius, einer Stadt in der nordöstlichen Peloponnes, die traditionell mit Sparta verbündet war. Über ihre Familie und Jugend ist nichts bekannt. Der Philosophiegeschichtsschreiber Diogenes Laertios berichtet, dass Platon zwei Schülerinnen hatte, Axiothea und Lastheneia von Mantineia, und dass Axiothea Männerkleidung anlegte. Für die letztere Nachricht beruft sich Diogenes auf Dikaiarchos, einen Schüler des Aristoteles. Nach einer ebenfalls von Diogenes mitgeteilten Überlieferung setzten Axiothea und Lastheneia später ihre Studien bei Platons Neffen Speusippos fort. Speusippos hatte nach dem Tod seines Onkels 348/347 v. Chr. die Leitung der Akademie übernommen; er übte das Amt des Scholarchen (Schuloberhaupts) bis zu seinem Tod (339/338) aus.
Eine philosophische Betätigung von Frauen war damals ungewöhnlich und wurde daher in den Quellen als Besonderheit vermerkt. Platon war aber der Überzeugung, dass es im Staat keine spezifisch weiblichen oder spezifisch männlichen Aufgaben gebe und daher beide Geschlechter die gleiche Ausbildung erhalten sollten. Konsequenterweise ließ er Frauen zum philosophischen Unterricht in seiner Schule zu.      
Ein Bericht über Axiothea liegt auch in den nur fragmentarisch erhaltenen Academica (Academicorum index) des Philodemos vor. In dem Papyrus-Fragment fehlen zwar die ersten drei Buchstaben ihres Namens, es ist nur othea lesbar, doch ist aus dem Zusammenhang ersichtlich, dass sie gemeint ist. Die Angaben des Philodemos stammen aus der heute verlorenen Platon-Biographie des Dikaiarchos, einer sehr wertvollen Quelle, die Philodemos anscheinend wörtlich zitiert. In dieser Überlieferung wird Axiothea gerühmt; es heißt, sie sei weise und umsichtig gewesen, habe den Philosophenmantel getragen und die Schule so besucht, „dass sie für die anderen unerkannt blieb“. Die letztere Angabe besagt offenbar, sie habe nicht nur Männerkleidung getragen, sondern sei in der Akademie dauerhaft als Mann verkleidet gewesen, habe also ihr Geschlecht verheimlichen wollen oder müssen. Dabei handelt es sich offenbar um eine legendenhafte Ausschmückung. Eine antiplatonische Tendenz der Verkleidungslegende vermutet Alice Swift Riginos; sie meint, die Legende unterstelle eine Diskrepanz zwischen Platons schriftlich ausgedrückter Hochschätzung weiblicher Kompetenz und der Realität in seiner Schule. Philodemos erwähnt die Männerkleidung noch an einer anderen Stelle, wo er wahrscheinlich Nachrichten aus einem heute verlorenen Werk des Philosophiegeschichtsschreibers Diokles von Magnesia übernimmt.
Weitere Quellen, in denen die beiden Philosophinnen als Schülerinnen Platons erwähnt werden, sind die Stromateis des Kirchenvaters Clemens von Alexandria und die Prolegomena zur Philosophie Platons, ein anonym überliefertes spätantikes Werk, dessen unbekannter Autor zur Schulrichtung Olympiodoros’ des Jüngeren zählt. Ohne Nennung von Namen berichten Apuleius und Olympiodoros der Jüngere von der Teilnahme von Frauen am Unterricht in der Akademie. Der spätantike Rhetor Themistios erzählt, Axiothea habe nach der Lektüre einer Schrift Platons über die Staatsordnung – gemeint ist der Dialog Politeia – den Entschluss gefasst, nach Athen auszuwandern, um Schülerin des Philosophen zu werden. Die Politeia ist das Werk, in dem Platon seine Überzeugung ausdrückt, Frauen seien für dieselben staatlichen Tätigkeiten auszubilden und mit denselben staatlichen Aufgaben zu betrauen wie die Männer. Themistios übernimmt auch die Legende, Axiothea habe in der Akademie lange verheimlicht, dass sie eine Frau war.
In einem Papyrusfragment aus Oxyrhynchos ist von einer nicht namentlich genannten Philosophin die Rede, die nach Platons Tod Schülerin des Speusippos und des Menedemos von Eretria gewesen sei. Der Verfasser des fragmentarisch überlieferten Textes beruft sich auf den Philosophiegeschichtsschreiber Hippobotos und fügt hinzu, die Frau sei auch von den Peripatetikern Hieronymos von Rhodos und Aristophanes erwähnt worden. „Aristophanes“ ist ansonsten unbekannt, vielleicht wurde der Name vom Schreiber des Papyrus versehentlich falsch wiedergegeben. Bei der Philosophin dürfte es sich entweder um Axiothea oder um Lastheneia handeln.
Fritz Wehrli hat die Vermutung geäußert, Axiothea und Lastheneia seien in Wirklichkeit Pythagoreerinnen gewesen und erst eine spätere Überlieferung habe aus ihnen Platonikerinnen gemacht. Alice Swift Riginos lehnt diese Hypothese ab. Konrad Gaiser weist darauf hin, dass es in Axiotheas Heimatstadt Phleius noch zur Zeit Platons eine Pythagoreergemeinde gab und dass bei den Pythagoreern traditionell Frauen eine Rolle spielten; daher habe sich Axiothea wohl zuerst in Phleius als Pythagoreerin betätigt, bevor sie nach Athen ging. An ihrer Zugehörigkeit zur Akademie sei nicht zu zweifeln.